# Oxygonum acetosella
Oxygonum acetosella är en slideväxtart som beskrevs av Friedrich Welwitsch. Oxygonum acetosella ingår i släktet Oxygonum och familjen slideväxter. Inga underarter finns listade i Catalogue of Life.